# فرد تشانس
فرد تشانس (بالإنجليزية: Fred Chance)‏ هو رسام توضيحي أمريكي (و. 1911  م).